# Бада
Бада́ (рос. Бада) — село у складі Хілоцького району Забайкальського краю, Росія. Адміністративний центр Бадинського сільського поселення.
У селі — станція Бада Забайкальської залізниці на 5883 км Транссибірської магістралі.

## Географія
Розташоване в 51 км на захід від районного центру, міста Хілок, на правому березі річки Хілок, в долині Бадінська степ, утвореної Бадінською западиною між хребтами Яблоновий (на півдні) і Цаган-Хуртей (на півночі). Гора Голець Бугутуй («Голец Беркута») або Ібехен («Боготодаряща») розташована неподалік.
Поблизу села знаходиться Бадинське родовище Морденіт-Кліноптилолітвмісних порід.

## Історія
Наприкінці ХІХ століття тут розташовувалися напівкочові бурятські поселення. У 1927—1931 роках — центр Хілоко-Бурятського (Улан-Хілоцького) національного району.
У 1930-х роках у селі були відкриті Хілоцька машинно-тракторна станція, аеродром «Бада», військове містечко та шпалозавод.

## Населення
Населення — 3524 осіб (2021; 4687 у 2010).
Національний склад (станом на 2002 рік):
- росіяни — 92 %

## Інфраструктура
У селі діють залізничні та лісопереробні підприємства, будівельно-монтажне управління, дільнична лікарня, початкова та середня загальноосвітні школи, дошкільні навчальні заклади, музична школа.

## Транспорт
1895 року в селі відкрилася залізнична станція Бада, яка до 1920-х називалася Бадинський степ. У 2010 році розпочалися роботи з реконструкції станції, що закінчилися у 2012 році.